# Taihō (porta-aviões)
O Taihō (大鳳) foi um porta-aviões operado pela Marinha Imperial Japonesa. Sua construção começou em julho de 1941 nos estaleiros da Kawasaki em Kobe e foi lançado mar em abril de 1943, sendo comissionado na frota japonesa no início de março do ano seguinte. Ele era capaz de transportar até 75 aeronaves, era armado com uma bateria antiaérea composta por doze canhões de cem milímetros e 51 canhões de 25 milímetros, tinha um deslocamento carregado de quase 38 mil toneladas e alcançava uma velocidade máxima de 33 nós (61 quilômetros por hora).
O navio participou da Batalha do Mar das Filipinas em 19 de junho como a capitânia do vice-almirante Jisaburō Ozawa. Ele foi atingido por um torpedo lançado pelo submarino USS Albacore, o que encheu o poço de um dos elevadores de aeronaves com água e gasolina de avião. A equipe de controle de danos decidiu acionar o sistema de ventilação para se livrar dos vapores do combustível, porém isso espalhou os vapores por toda a embarcação. O vapor se incendiou e uma enorme explosão engolfou o navio, com o Taihō afundando pouco depois de uma segunda explosão.